# Sandra Duailibe
Sandra Duailibe (São Luís) é compositora, cantora, youtuber e produtora cultural brasileira. Já foi dentista e empresária do turismo, e desde 2005 se dedica exclusivamente à música. Fez diversos shows no Brasil e no mundo. Dividiu o palco com Tibério Gaspar, Simone Guimarães, Miele, Claudia Telles, Nonato Buzar, dentre outros. Homenageou a capital federal no show Brasília: 50 anos de música com a Orquestra Filarmônica de Brasília, em 2010.

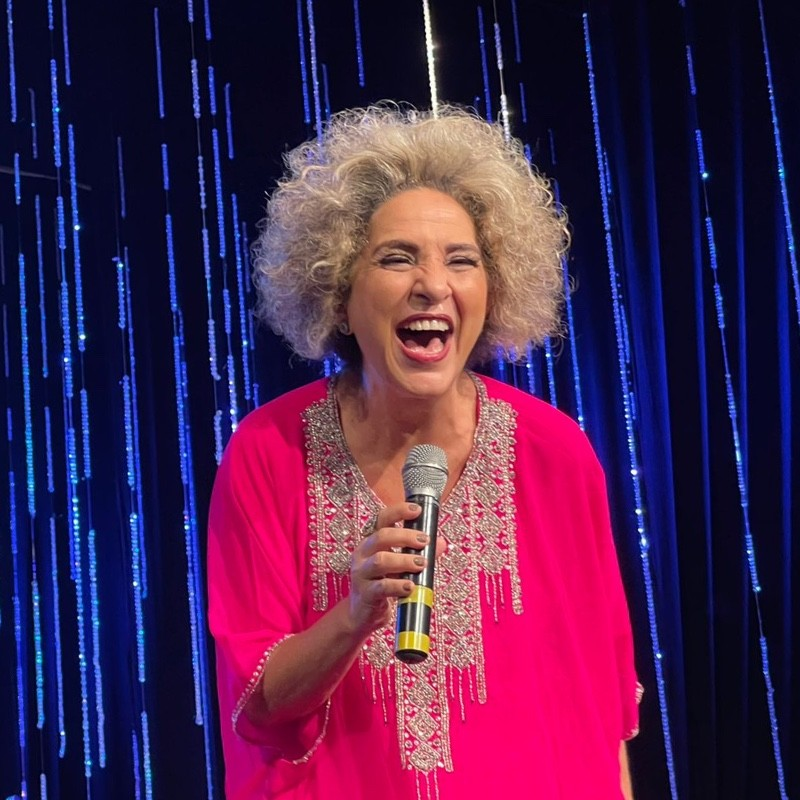
A cantora destaca-se pelo carisma e profissionalismo em suas apresentações

Participou do Festival Intencional de Música do Pará, do Festival de La Corunã na Espanha, do Festival de Bossa Nova em Thiais na França, também fez shows em Athenas na Grécia e no Chipre. Seu CD - Sandra Duailibe canta Nonato Buzar  foi considerado ótimo pela crítica do jornal O Globo. Nos seus mais recentes lançamentos, a cantora homenageia a cultura amazônica, gravando canções de compositores naturais da Amazônia Legal.

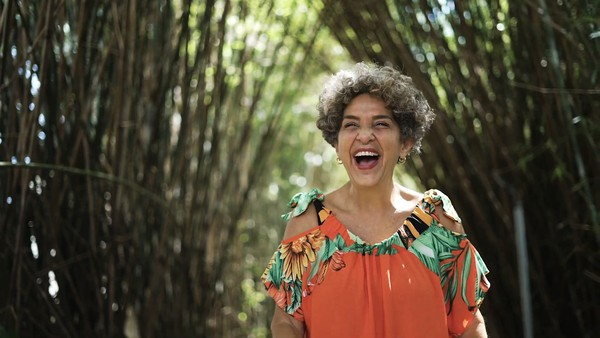
[https://redeglobo.globo.com/pa/tvliberal/sons-do-para/noticia/sandra-duailibe-interpreta-uirapuru-em-homenagem-a-waldemar-henrique.ghtml Sandra Duailibe interpreta "Uirapuru" em homenagem a Waldemar Henrique

## Discografia
- Da Amazônia (2023)
- Da Terra, com a participação de Henrique Duailibe (2023)
- EP Tons da Amazônia (2022)
- Do Canto (2020)
- DVD Celebrizar, com a participação de 10 instrumentalistas (2016)
- Sandra Duailibe canta Nonato Buzar (2015)
- Elas cantam Menescal, com Cely Curado, Marcia Tauil e Nathalia Lima (2012)
- Receita (2011)
- A bossa no tempo, tendo como convidada a cantora Cely Curado (2008)
- Do princípio ao sem-fim (2006)

Participações em CD 
- Música de Paulo André e Ruy Barata - com diversos artistas (2023)
- O cerrado virou nosso mar - com diversos artistas (2016)
- Grão de música II  - com diversos artistas (2013)
- Colagem – Carlos Jansen (2008)
- Amorágio – Salgado Maranhão (2005)
- Peregrino – Antenor Bogéa (2004)

Participação em DVD:
- Cotidiano - Carlos Bivar (2011)

## Programa Plurarte

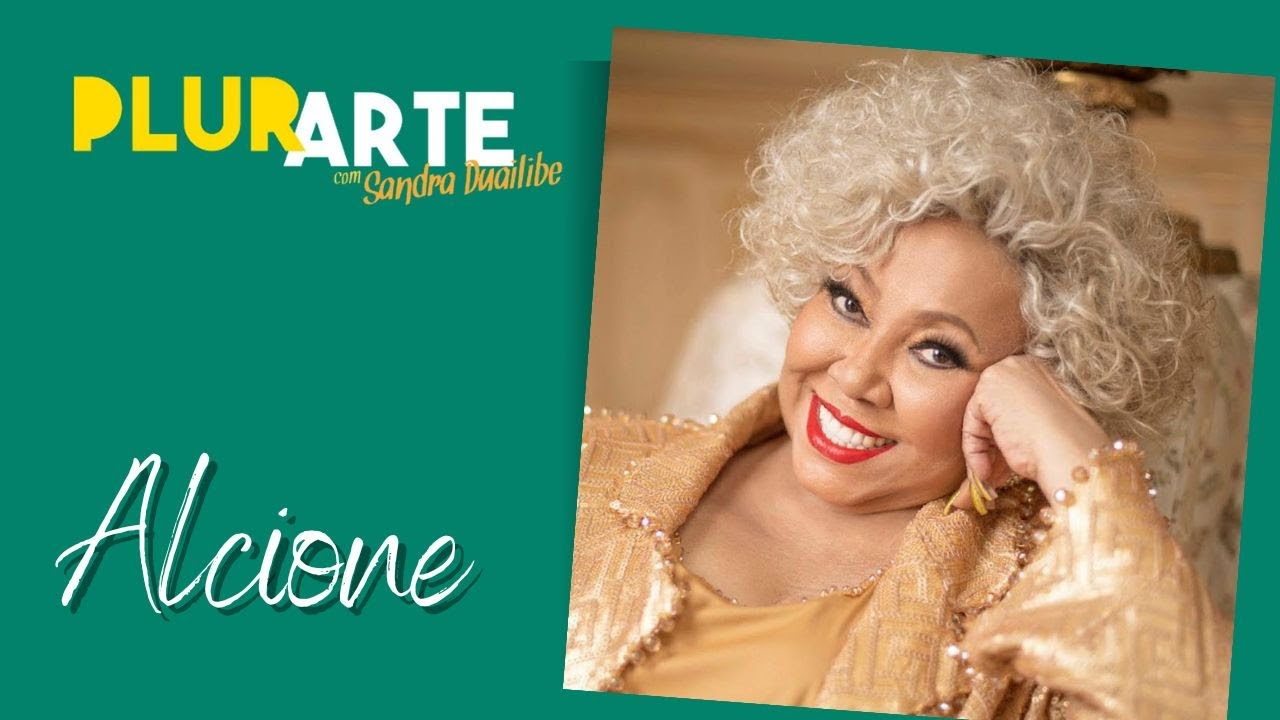
EP. 251 - Plurarte conversa com a cantora Alcione

A cantora Sandra Duailibe criou o programa Plurarte no ano de 2019, publicado semanalmente no YouTube. O programa consta em entrevistas curtas com personalidades relevantes dos mais diversos segmentos, expondo talentos da gastronomia, música, literatura, artes plásticas, entre outros.
Em 5 anos de programa, o Plurarte possui mais de 250 programas publicados, prestigiando diversos artistas  como: Alcione, Camila Pitanga, Chico Viola, Ian Coury, Cloro Ferreira, entre outros entrevistados.
O vídeo da entrevista com a Alcione, bem como todos os outros programas, podem ser visto na íntegra e gratuitamente no canal do Plurarte, apresentado por Sandra Duailibe, no Youtube.